# Soyo (kommun)
Soyo är en kommun i Angola. Den ligger i provinsen Zaire, i den nordvästra delen av landet, 290 km norr om huvudstaden Luanda. Kommunhuvudorten har samma namn som kommunen.
I omgivningarna runt kommunen Soyo växer i huvudsak städsegrön lövskog. Runt kommunens Soyo är det mycket glesbefolkat, med 7 invånare per kvadratkilometer.